# Noa Beinart
Noa Beinart (geboren in Tel Aviv) ist eine israelische Opernsängerin der Stimmlage Alt. Sie zählt zum Ensemble der Wiener Staatsoper.
Noa Beinart absolvierte ihr Studium in der Gesangsklasse von Christine Schäfer an der Hochschule für Musik Hanns Eisler in Berlin. In hauseigenen Produktionen der Hochschule sammelte sie erste Bühnenerfahrungen, beispielsweise als Amastre in Händels Serse, als Olga in Eugen Onegin oder als Annina im Rosenkavalier von Richard Strauss. Sie absolvierte Meisterkurse bei Brigitte Fassbaender, Abbie Furmansky, Malcolm Martineau, Patricia McCaffrey und John Norris. 2017 gewann sie den Trude Eipperle Rieger-Preis. Bei der konzertanten Uraufführung der musikalischen Vision Luthers Träume von Siegfried Matthus in Frankfurt (Oder) sang sie eine der vier Teufelinnen. Ab der Spielzeit 2018/19 war sie Mitglied des Opernstudios der Bayerischen Staatsoper in München. Sie sang dort Miniaturpartien, wie die Stimme aus dem Grab (Les contes d’Hoffmann), Vierter Geist und Vierte Uhr in Karl V., Echo V in Hänsel und Gretel oder die Indianerin Wowkle in La fanciulla del West. In Verdis La traviata übernahm sie die Annina, in Tschaikowskis Iolanta die Martha. 2020 wurde sie an die Wiener Staatsoper verpflichtet und debütierte dort in zwei Werken von Hofmannsthal/Strauss – als eine der fünf Mägde in der Elektra (vor Publikum) und als Annina im Rosenkavalier (COVID-19-bedingt ohne Publikum, nur für Mikrofone und Kameras). In der Parsifal-Neueinstudierung, die am 11. April 2021 ebenfalls vor leerem Haus gespielt, jedoch für das Fernsehen aufgezeichnet wurde, übernahm sie das Alt-Solo, die Stimme aus der Höhe. Ihre erste größere Rolle an der Staatsoper wird die Suzuki in Madama Butterfly sein.
Noa Beinart ist auch als Konzertsängerin tätig. Beispielsweise sang sie in der Frankfurter Paulskirche Altpartien ausgewählter Bach-Kantaten.